# Helge Brilioth
Helge Brilioth (* 7. Mai 1931 in Växjö, Schweden; † 26. Dezember 1998 in Stockholm) war ein schwedischer Opernsänger (Tenor).

## Leben
Er war der Sohn des schwedischen Erzbischofs Yngve Brilioth und studierte am Königlichen Konservatorium von Stockholm bei Arne Sunnegård und sang gleichzeitig in Kirchenchören der schwedischen Hauptstadt. Seine Ausbildung vervollständigte er am Salzburger Mozarteum und an der Academia di Santa Cecilia in Rom. 1959 debütierte er als Bariton an der Hofoper von Stockholm. 1962–1964 war er am Theater Bielefeld als Bariton engagiert. Bald erkannte er, dass seine Stimme für Heldentenorpartien geeignet war und sang 1965 erstmals den Titelhelden in Verdis Otello.
Seit 1969 wirkte er bei den Bayreuther Festspielen mit, zuerst als Siegmund (1969–1971) in Wagners Die Walküre, 1974 und 1975 als Tristan. 1970 sang er bei den Salzburger Osterfestspielen den Siegfried unter Herbert von Karajan. 1970 erfolgte sein Debüt an der Metropolitan Opera in New York als Parsifal. 1974 sang er dort auch Siegmund, Siegfried, Tristan, Ägisth in Elektra von Richard Strauss und den Florestan in Beethovens Fidelio.
Gastspiele führten ihn ab 1970 in alle großen Opernhäuser Europas, vor allem nach Wien, München, Mailand, London, Kopenhagen, Helsinki, Oslo, Berlin, Paris, Barcelona, Budapest, Warschau und Rom. Er sang bei den Festspielen von Wiesbaden, Orange, Glyndebourne und Drottningholm. Er war auch ein angesehener Konzertsänger und gab Liederabende in Stockholm, Kopenhagen, Paris und New York.